# Pasawahan (Banjaranyar)
Pasawahan is een bestuurslaag in het regentschap Ciamis van de provincie West-Java, Indonesië. Pasawahan telt 4629 inwoners (volkstelling 2010).